# Litoria multiplica
Litoria multiplica és una espècie de granota del gènere Litoria i de la família dels hílids. És endèmica de Papua Nova Guinea. Els seus hàbitats naturals inclouen montans secs, rius i zones prèviament boscoses ara molt degradades està amenaçada per la destrucció del seu hàbitat natural.